# Zgornja Bela
Zgornja Bela is een plaats in Slovenië en maakt deel uit van de gemeente Preddvor in de NUTS-3-regio Osrednjeslovenska. De plaats telde 319 inwoners op 1 januari 2020.